# بازآرایی کلایزن
بازآرایی کلایزن (انگلیسی: Claisen rearrangement) (با تراکم کلایزن اشتباه نشود) گونه‌ای از واکنش بازآرایی است که برای ایجاد پیوندهای کربن-کربن بسیار کارآمد است. این واکنش نخستین بار توسط شیمیدان آلمانی رینر لودویگ کلایزن کشف گردید.